# Skaratjärnen
Skaratjärnen är en sjö i Älvsbyns kommun i Norrbotten och ingår i Piteälvens huvudavrinningsområde. Sjön har en area på 0,0681 kvadratkilometer och ligger 106,6 meter över havet.

## Delavrinningsområde
Skaratjärnen ingår i det delavrinningsområde (729738-172355) som SMHI kallar för Utloppet av Östra Muskusträsket. Medelhöjden är 112 meter över havet och ytan är 8,54 kvadratkilometer. Räknas de 4 avrinningsområdena uppströms in blir den ackumulerade arean 47,83 kvadratkilometer. Muskusbäcken som avvattnar avrinningsområdet har biflödesordning 3, vilket innebär att vattnet flödar genom totalt 3 vattendrag innan det når havet efter 90 kilometer. Avrinningsområdet består mestadels av skog (45 procent) och sankmarker (11 procent). Avrinningsområdet har 1,84 kvadratkilometer vattenytor vilket ger det en sjöprocent på 21,5 procent. Bebyggelsen i området täcker en yta av 0,33 kvadratkilometer eller 4 procent av avrinningsområdet.